# Passiflora dioscoreifolia
Passiflora dioscoreifolia Killip – gatunek rośliny z rodziny męczennicowatych (Passifloraceae Juss. ex Kunth in Humb.). Występuje endemicznie w Kostaryce. 

## Morfologia
PokrójZdrewniałe, trwałe, owłosione liany.
LiścieOwalne, sercowate u podstawy. Mają 7–18 cm długości oraz 3,5–8 cm szerokości. Całobrzegie, z tępym lub ostrym wierzchołkiem. Ogonek liściowy jest owłosiony i ma długość 20–50 mm. Przylistki są owalne, mają 7–17 mm długości.
KwiatyPojedyncze lub zebrane w pary. Działki kielicha są podłużnie lancetowate, białawe, mają 2–3,3 cm długości. Płatki są podłużnie lancetowate, białe, mają 1,5–2 cm długości. Przykoronek ułożony jest w jednym rzędzie, biały, ma 16–28 mm długości.
OwoceSą podłużnie jajowatego kształtu. Mają 3,5–5 cm długości i 1,3–2,1 cm średnicy. Są czerwonawej barwy.

## Biologia i ekologia
Występuje w lasach na wysokości 1100–1600 m n.p.m.